# フッカー (ラグビーリーグ)
フッカー（英: Hooker）は、ラグビーリーグフットボールチームにおけるポジションの1つである。通常は背番号9を付ける。フッカーはチームのフォワードの1人である。スクラムの間、フッカーはフロントロー（前列）でプレーする。ポジションの名称はボールを足を使って後方に「捕まえる」（hookする）あるいはかき集める（rakeする）役割に由来する。この理由のため、フッカーはレイク（rake、熊手の意）と呼ばれることもある。

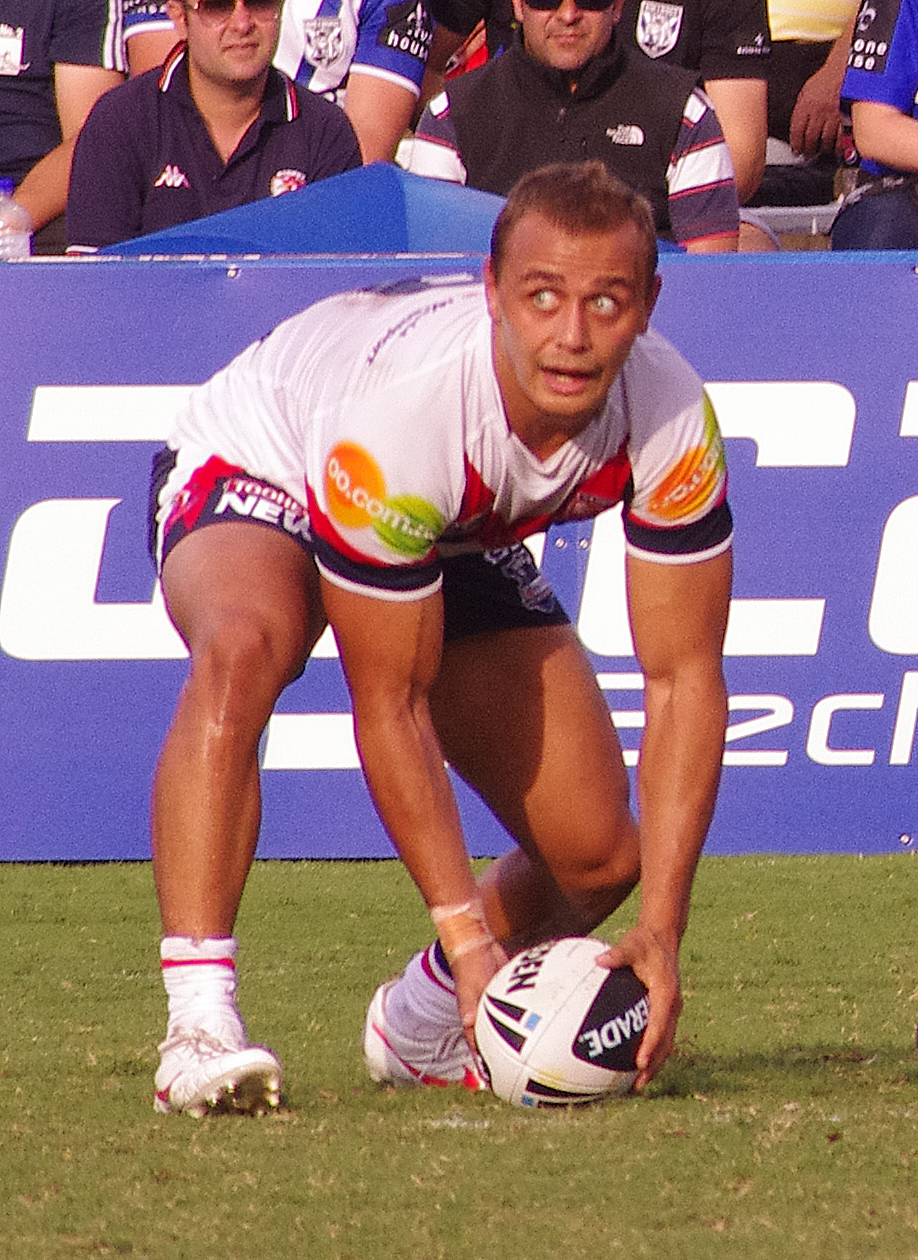
アンソニー・ミッチェルのようなフッカーは大抵、プレイ-ザ-ボールに続いてボールを拾い上げる「ダミーハーフ」の役割を果たす。

フッカーは、タックル後のプレイ-ザ-ボール（ボールを地面に置いて、足で後方に転がすプレー）からボールを拾い上げる代理ハーフバックまたはダミーハーフの役割を大抵果たすため、ボールに触れる機会がかなり多い。したがって、フッカーは次にボールをどうするか（パスを選択するか、誰にパスをするか、ボールを持って走るか、あるいはたまにはボールをキックするか）を決定するという点で重い責任がある。したがって、2人のハーフバックスとフルバックと共に、フッカーはチームの「脊椎」と呼ばれることがあるものを作る4つの鍵となるポジションの1つである。ハーフバックをフッカーへコンバートする流行が10メートルルール（タックル成立後に守備側がボールから10メートル後方に下がらなければならないルール）の導入（1993年）後に生まれ、ジェフ・トゥーベイ、アンドリュー・ジョンズ、クレイグ・ガワー、ピーター・ウォレスといった多くの選手がキャリアの途中でハーフバックからフッカーへ転向した。
ラグビーリーグ競技規則は、フッカーが9番を付けなければならないと言明している。しかしながら、スーパーリーグといった一部のリーグでは、選手はポジションにかかわらず個別の背番号を割り当てられている。
1996年に出版されたある本は、シニアラグビーリーグにおいて、フッカーとスタンドオフ/ファイブ-エイスが他のポジションよりも多くボールを手で扱う、と述べている。ナショナルラグビーリーグの2013シーズンにおいて、タックル数の上位6選手は全てフッカーだった。

## 特筆すべきフッカー
それぞれの国のラグビーリーグ殿堂入りしたプロップは、ニュージーランドのジョック・バターフィールド、オーストラリアのケン・カーニー、サンディー・ピアース、キャメロン・スミス、ノエル・ケリーである。